# 卡利特里
卡利特里（義大利語：Calitri），是意大利阿韦利诺省的一个市镇。总面积100.88平方公里，人口5100人，人口密度50.6人/平方公里（2009年）。ISTAT代码为064015。